# Bönsöndagen
Bönsöndagen är inom flera grenar av kristendomen sedan länge namnet på den sjätte söndagen i påsktiden och har underrubriken Rogate.
Den infaller 35 dagar efter påskdagen. Den liturgiska färgen är vit (efter kl 18 blå eller violett).
Temat för dagens bibeltexter enligt evangelieboken är Bönen:, och en välkänd text är den evangelietext, där Jesus säger:
Be, så skall ni få. Sök så skall ni finna. Bulta, så skall dörren öppnas.
(Matt. 7:7 tillika Luk. 11:9)

## Svenska kyrkan

### Texter
Söndagens tema enligt 2003 års evangeliebok är Bönen. De bibeltexter som används för att belysa dagens tema är:
| Första årgången                                                        | Andra årgången                                                         | Tredje årgången                                                      | Psaltarpsalm |
| Första Moseboken 18:26-32 Efesierbrevet 3:14-21 Lukasevangeliet 18:1-8 | Jeremia 29:11-14 Första Johannesbrevet 5:13-15 Lukasevangeliet 11:1-13 | Första Kungaboken 3:5-14 Romarbrevet 8:24-27 Matteusevangeliet 6:5-8 | Psaltaren 13 |